# لورين ويلسون
لورين ويلسون هي متزلجة فنية كندية، ولدت في 19 أبريل 1987 في أوكفيل في كندا.

## وصلات خارجية
- لورين ويلسون على موقع الاتحاد الدولي للتزلج (الإنجليزية)